# 스미토모 화학

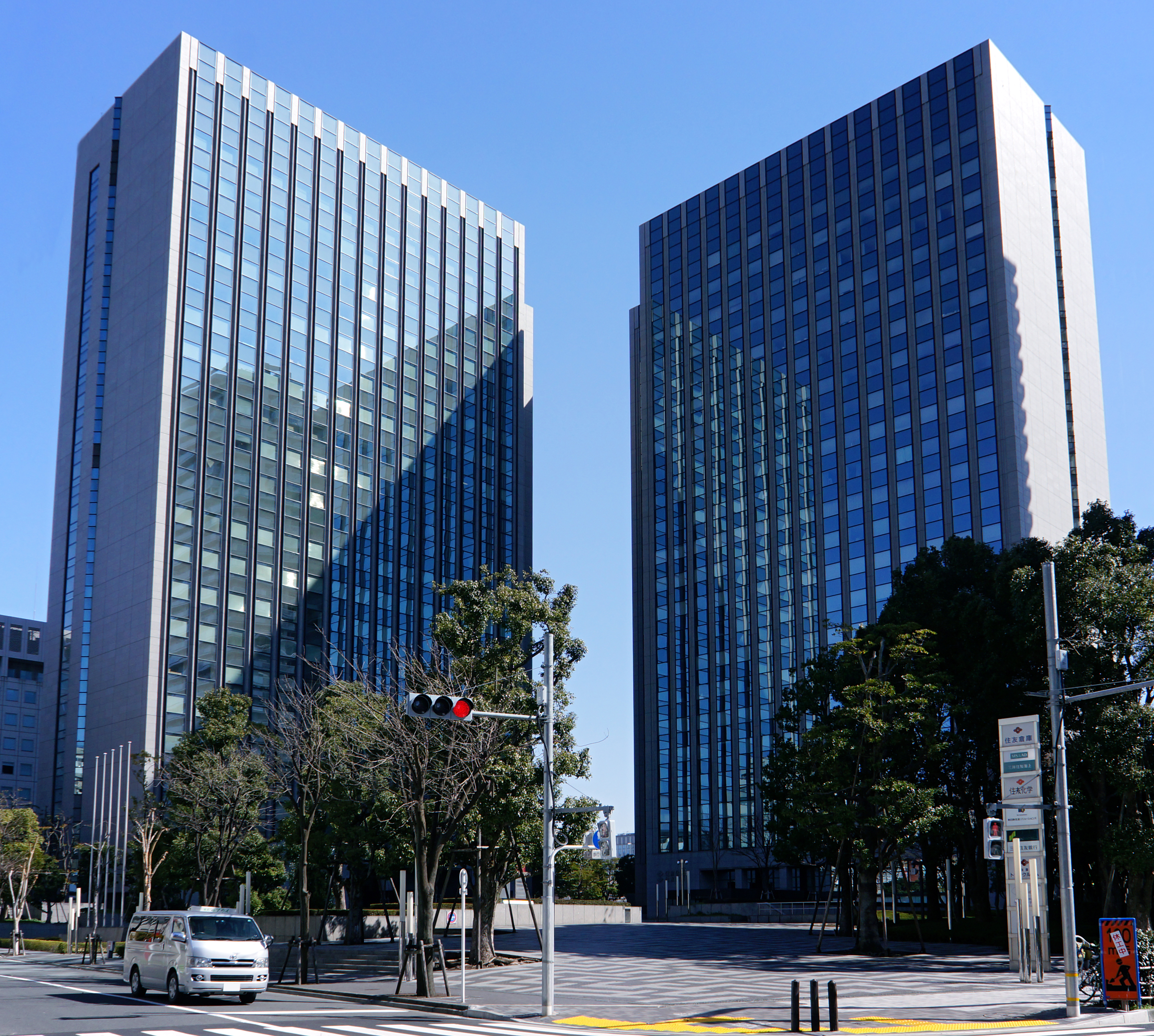
도쿄 본사(도쿄 스미토모 트윈빌딩 동관)

스미토모화학 주식회사(일본어: 住友化学株式会社, 영어: Sumitomo Chemical Company, Limited)는 스미토모 그룹 계열에 속한 일본의 종합 화학 제조회사이다. 일본 내 화학 제조회사로는 미쓰비시 케미컬 홀딩스에 이어 2위를 기록하고 있다. 스미토모 그룹의 핵심 기업 중 하나이다.

## 주력 제품 및 사업
- 기초화학
- 석유화학
- 정보 전자 화학
- 건강, 농업 관련 사업
- 의약품

## 연표
- 1913년 - 황산 가스 처리 목적으로 스미토모 본사 직영 사업으로 비료 제조소 설립
- 1915년 - 영업 시작